# تاس دروغگو (فیلم)
تاس دروغگو (به هندی: Liar's Dice) فیلمی محصول سال ۲۰۱۳ و به کارگردانی گیتو موهانداس است. در این فیلم بازیگرانی همچون گتانجالی تاپا، نوازالدین صدیقی، مانیا گوپتا، ویکرام باگرا، موراری کومار ایفای نقش کرده‌اند.